# Agustí Salinas Teruel
Agustí Salinas Teruel (Saragossa, 1861 - Itàlia, 1915) fou un pintor conegut especialment per les seves pintures de paisatges.
Es va formar a Madrid, primer a la Escuela de Comercio, Artes y Oficios i després a la Escuela Superior de Bellas Artes. El 1881 es presentà a la Exposición Nacional amb l'obra Estudio del natural.
L'any 1882 va obtenir gràcies a una oposició una pensió de la Diputació de Saragossa per continuar els seus estudis de pintura a la Academia Española de Roma, per a tres anys. Quan aquesta finalitzà, aconseguí allargar l'estada gràcies a una carta de Francisco Pradilla y Ortiz, amb la qual pogué també a Roma l'any 1886 i 1887.
Com a obligació per la pensió, des de Roma envià dues obres: El Céfiro y El Barranco de la muerte. A Roma va coincidir amb el seu germà, també pintor, Juan Pablo Salinas Teruel.
Gran amant dels viatges, visità diverses vegades Països Baixos i el Brasil, on va participar en l'Exposició General de Belles Arts de 1910.

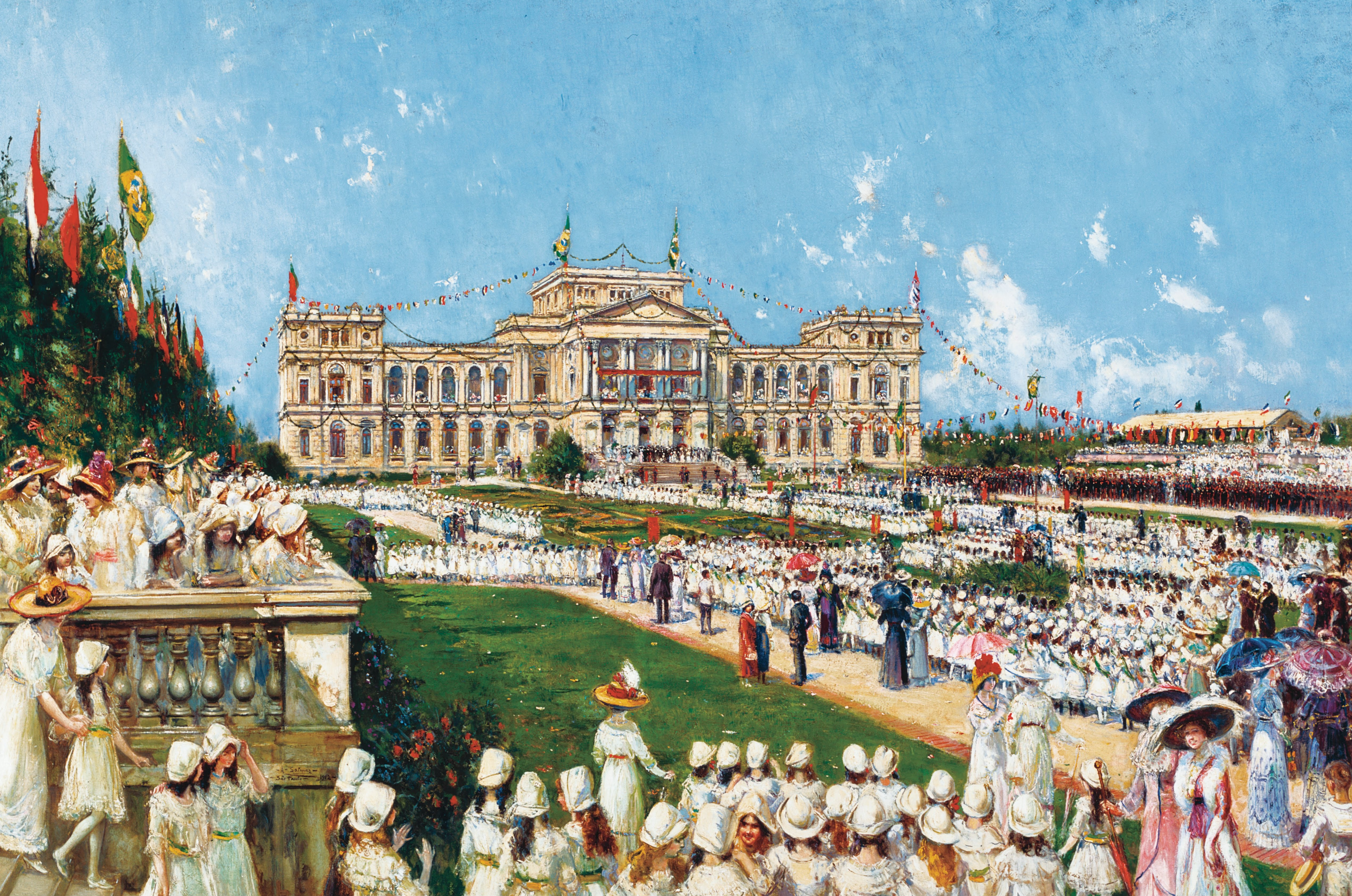
Festival Escolar a Ipiranga (1912)
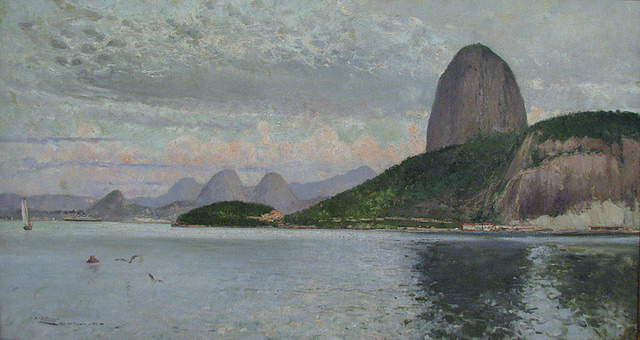
Badia de Guanabara (1911)
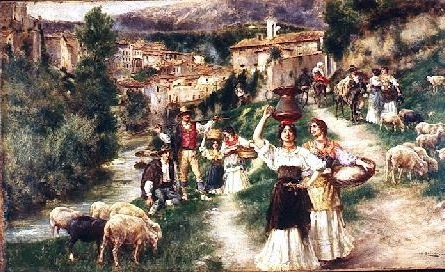
Als marges de l'Aniene (1911)
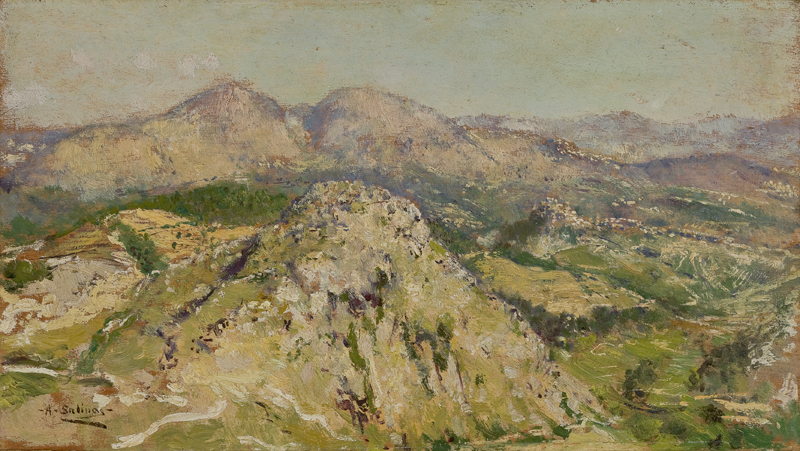
Paisatge de muntanya
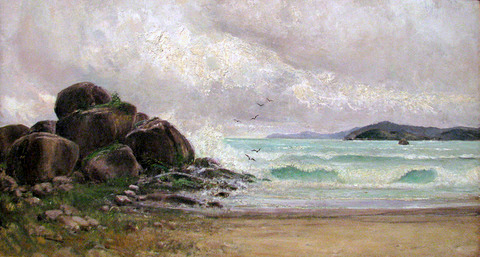
Pedra dos Ladrões (Santos) (1917)
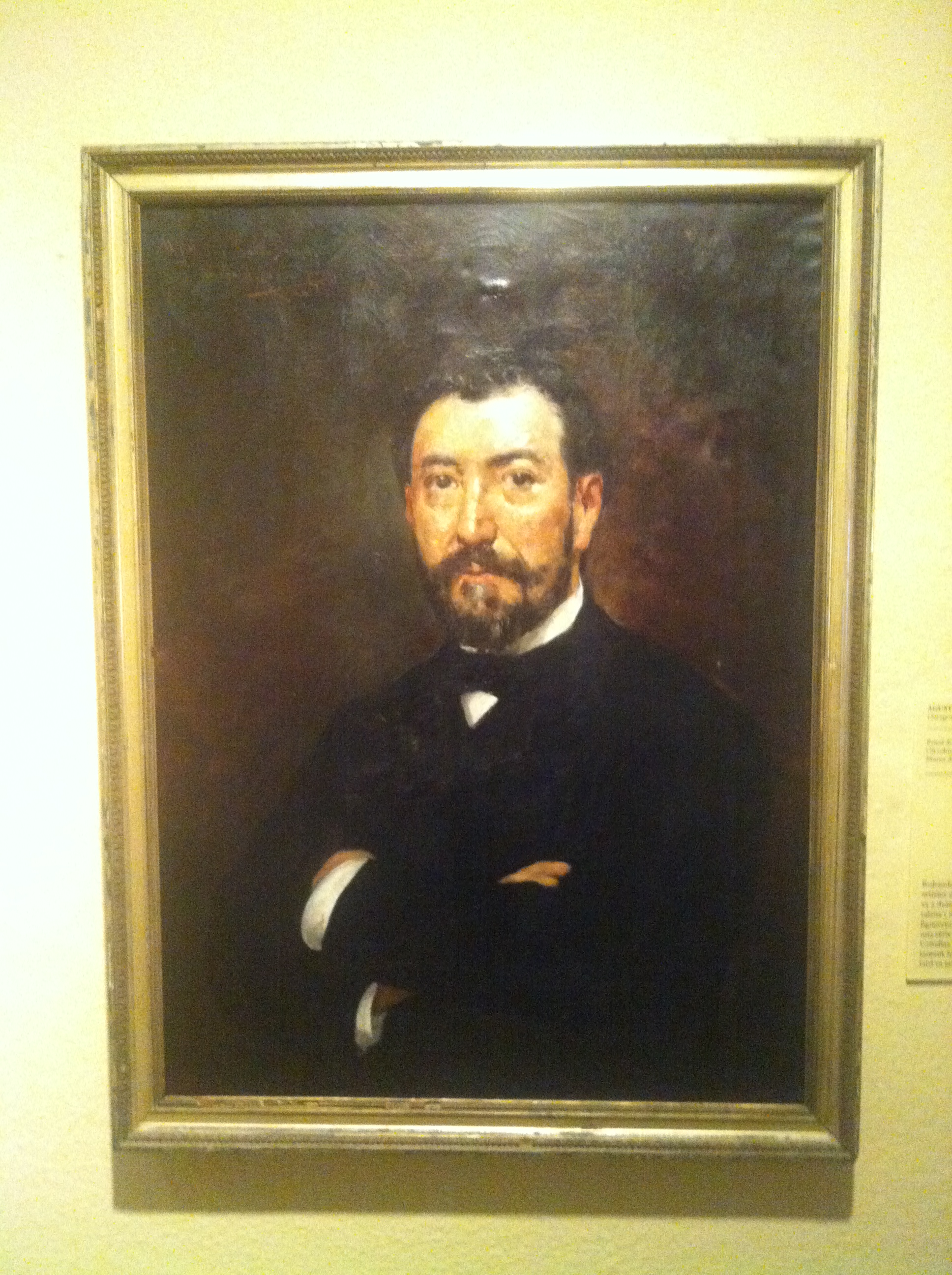
Retrat de Josep Rubau Donadeu